# Santo Atanásio (título cardinalício)
Santo Atanásio (em latim: Sancti Athanasii) é um título cardinalício que foi instituído pelo Papa João XXIII em 22 de fevereiro de 1962, pela Constituição apostólica Prorsus singularia. Sua igreja titular é Sant'Atanasio.

## Titulares protetores
- Gabriel Acacius Coussa, O.S.B. (1962)
- Josyp Slipyj (1965-1984)
- Vacante (1984-2012)
- Lucian Mureşan (2012- )